# Venzone
Venzone (Vençon in friulano, Peuscheldorf in tedesco, Pušja Vas in sloveno) è un comune italiano di 1 962 abitanti del Friuli-Venezia Giulia. Dal 1965 è monumento nazionale.

## Geografia fisica
La cittadina sorge a 230 m s.l.m., alla confluenza di due importanti valli: quella del Tagliamento, che porta in Carnia, e il Canal del Ferro. Parte del territorio comunale è compreso nel parco naturale delle Prealpi Giulie.
La cittadina ha un legame molto profondo con le truppe alpine: questa infatti è una terra di tradizionale reclutamento alpino. Inoltre ancor oggi a Venzone, dopo lo scioglimento del 14º Reggimento nel 2005, ha sede l'8º Reggimento Alpini, nella caserma Feruglio. Venzone ha tre frazioni: Carnia, Pioverno e Portis.

## Storia
Il nome di Venzone viene citato per la prima volta nel 923 come Clausas de Albiciones; in seguito Albiciones diventerà Aventinone, Avenzon, Avenzone e quindi Venzone.
Il toponimo deriva certamente da av-au, flusslauf (sorgente, corso d'acqua) e il nome deriva quindi sicuramente dal torrente Venzonassa. È comunque del 1001 il primo documento ufficiale nel quale viene menzionata la città di Venzone. Si tratta di un diploma dell'imperatore Ottone III con il quale si concedeva al patriarca d'Aquileia l'erbatico del Canal del Ferro intendendo con ciò un'ampia zona, di grande valore, coperta di erba, contrariamente alla pianura friulana che in quei tempi contava quasi esclusivamente boschi e paludi. Nel 1258 Glizoio di Mels, diventato signore del luogo, fece iniziare la costruzione delle fortificazioni: fece in modo di avere una doppia cinta muraria circondata da un profondo fossato in cui scorresse l'acqua del torrente; la pianta è di forma esagonale con lati ineguali. Le mura, alte 8 metri e larghe 1,5 erano robustamente ancorate ad un sistema di 15 torri.
Nel 1335 il feudo di Venzone venne ceduto a Giovanni Enrico di Gorizia al quale subentrò il patriarca di Aquileia Bertrando di San Genesio, che l'anno successivo espugnò la cittadina annettendola al Patriarcato. Nel 1351 Venzone passò nuovamente come feudo al duca d'Austria Alberto II e nel 1381 divenne finalmente libera comunità avente voce nel parlamento friulano. Nel 1391 con bolla pontificia di papa Bonifacio IX venne nominata parrocchia. Nel 1420 sotto il doge Tommaso di Mocenigo passò a far parte, come tutto il Friuli (escluso il Goriziano e Pordenone con il suo circondario), della Repubblica di Venezia. In quel periodo Venzone raggiunse il suo massimo splendore e i suoi abitanti superavano il numero di 2000.
Nel contesto della guerra della lega di Cambrai, nel 1509 l'esercito di Massimiliano I d'Asburgo attacca il Friuli da due direttrici, il 5 luglio il capitano Antonio Bidernuccio da Venzone alla testa di 40 uomini tra cittadini di Venzone e militari veneziani insieme al castellano Iacopo Sagredo riuscirono a respingere l'assalto delle truppe di Enrico IV di Brunswick-Lüneburg.
Nel 1797 Venzone venne occupata dalle truppe francesi ma, in seguito al trattato di Campoformio, subentrarono gli austriaci. Nel 1866, in seguito alla terza guerra di indipendenza e al successivo voto plebiscitario, la cittadina fu unita all'Italia. Nel 1965 il Ministero della pubblica istruzione ha proclamato la cittadina monumento nazionale riconoscendone così l'importanza storico-artistica. Anche a causa dell'età avanzata della maggior parte degli edifici, che non avevano subito danni nel corso dei due conflitti mondiali, venne quasi completamente rasa al suolo dal sisma che nel 1976 ha sconvolto il Friuli, ma grazie agli aiuti giunti da tutto il mondo e alla tenacia dei suoi abitanti il paese è risorto ed è oggi un modello della ricostruzione avvenuta in Friuli a seguito del terremoto. Il paese è stato ricostruito il più fedelmente possibile al suo stato pre sisma, ciò è stato possibile grazie alla dedizione del sindaco durante la ricostruzione Fiorenzo Valent.

È iscritto al club privato borghi più belli d'Italia, e nel 2017 è stato eletto "Borgo dei borghi 2017" durante la trasmissione di Rai 3 Alle falde del Kilimangiaro.

### Simboli
Lo stemma e il gonfalone sono stati riconosciuti con decreto del capo del governo del 21 luglio 1941.
Il gonfalone è un drappo di rosso.

## Monumenti e luoghi d'interesse

### Monumenti civili
- Porta di Sotto
- Porta di San Genesio
- Palazzo Comunale
- Palazzo Orgnani-Martina
- Palazzo Scaligeri
- Palazzo Zinutti
- Le mummie di Venzone appartenenti ad un'epoca compresa tra il XIV ed il XIX secolo, attualmente conservate in un edificio vicino al duomo, tra cui il nobile uomo di Venzone Paolo Marpillero. Il processo di mummificazione non è dovuto all'intervento dell'uomo, ma a cause naturali (temperatura ed umidità adatte, alta presenza di solfato di calcio nel terreno). La popolarità di queste mummie era altissima già nei secoli passati, lo stesso Napoleone volle farne visita nel 1807.

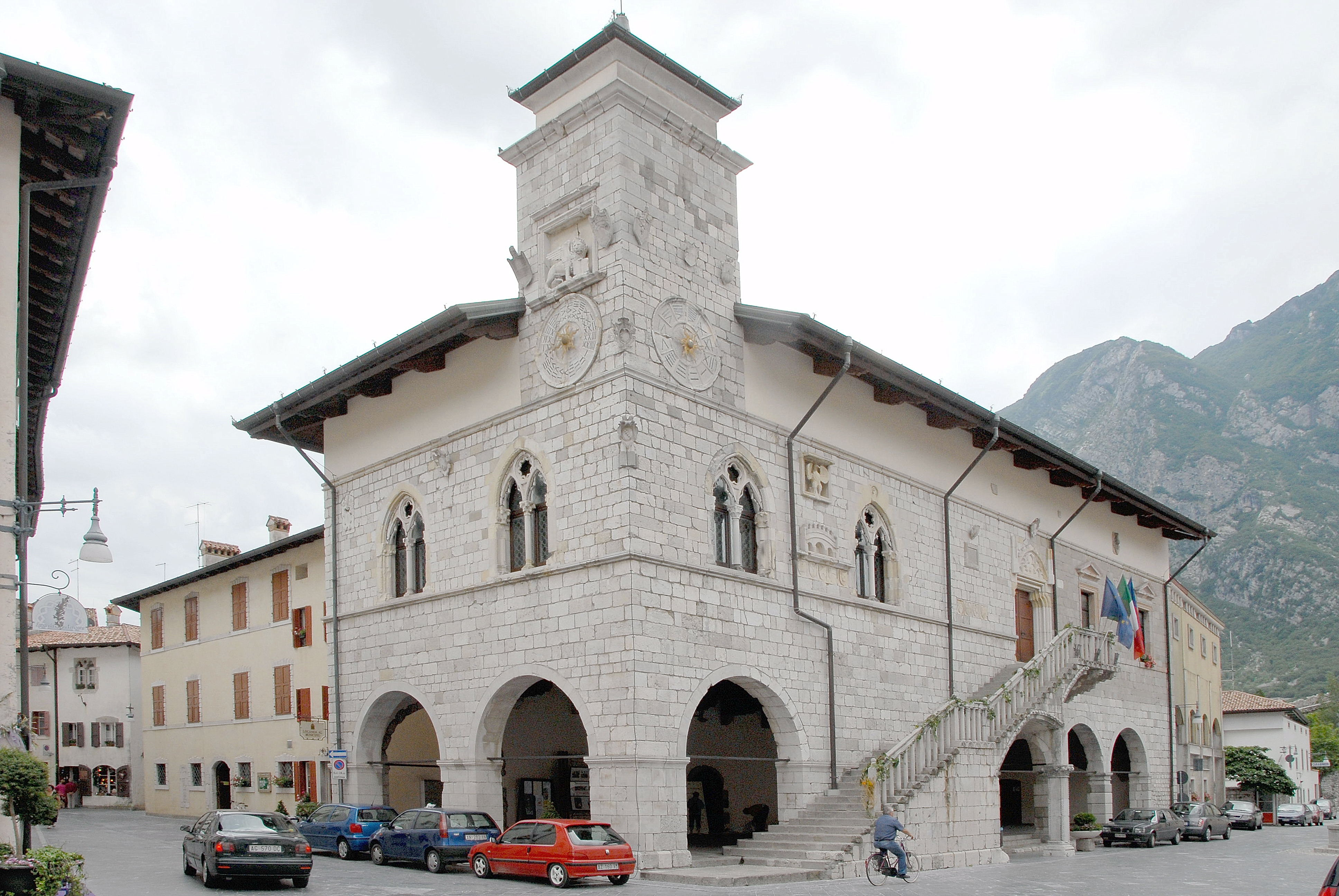
Palazzo del municipio

### Monumenti religiosi

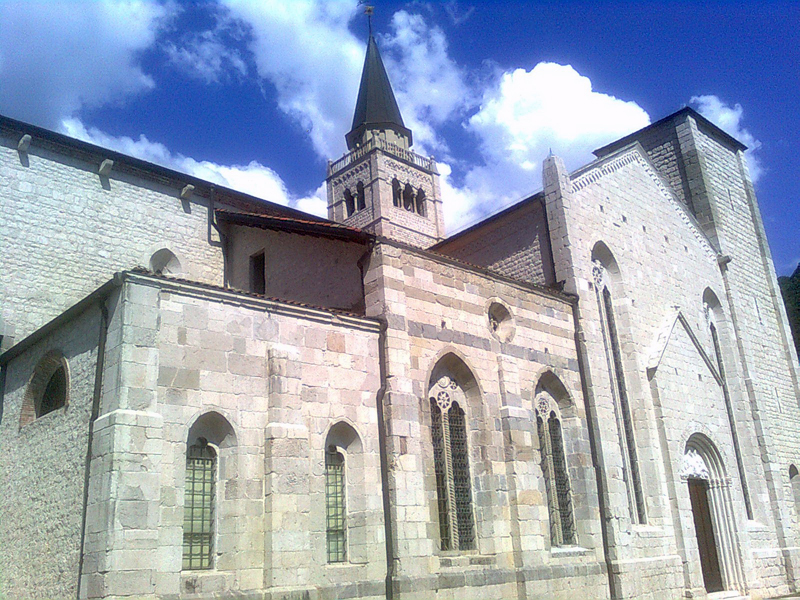
Duomo di Venzone, dedicato a Sant'Andrea Apostolo

- Duomo di Venzone, dedicato a Sant'Andrea Apostolo fu eretto su una preesistente chiesa nel 1308, distrutto dal terremoto del Friuli del 1976 è stato in seguito ricostruito per anastilosi.
- Chiesa di San Giovanni Battista
- Chiesa dei Santi Anna e Giacomo
- Chiesa di Santa Caterina
- Chiesa di Sant'Antonio Abate
- Chiesa di Santa Lucia
- Chiesa di Santa Maria del Carmine
- Chiesa di Santa Chiara
- Chiesa di San Rocco

### Aree naturali
I boschi e le montagne attorno Venzone sono ricche di fauna selvatica, sono infatti presenti sia la lince sia l'orso, oltre che a ungulati vari, tra cuistambecchi, caprioli e camosci.
L'area protetta (10000 ha) attorno a Venzone (parte del Parco naturale delle Prealpi Giulie), è una delle pochissime zone d'Italia in cui convivono i grandi carnivori (ad eccezione del lupo tuttora assente) un tempo diffusi su tutte le Alpi.
Nella frazione Borgo San Giacomo si trova il Laghetto Pelas.

## Società

### Evoluzione demografica
Abitanti censiti

### Lingue e dialetti
A Venzone, accanto alla lingua italiana, la popolazione utilizza la lingua friulana. Ai sensi della Deliberazione n. 2680 del 3 agosto 2001 della Giunta della Regione autonoma Friuli-Venezia Giulia, il Comune è inserito nell'ambito territoriale di tutela della lingua friulana ai fini della applicazione della legge 482/99, della legge regionale 15/96 e della legge regionale 29/2007.
La lingua friulana che si parla a Venzone rientra fra le varianti appartenenti al friulano centro-orientale.

## Cultura
Musei
Museo Tiere Motus, in ricordo del devastante terremoto del 6 maggio 1976
Museo delle Mummie

### Eventi
- Festa della zucca. Questa kermesse si svolge dal 1991 il quarto fine settimana di ottobre. Si tratta di una rievocazione storica dove per due giorni all'interno delle mura si torna indietro di qualche secolo, e si possono gustare prodotti a base di zucca nelle varie taverne e bancarelle. Nel 2013 la festa non si è svolta e nel 2014 è stata organizzata una edizione ridimensionata chiamata VenzonEvo. Informazioni sul sito della Proloco  Venzone.

### Cinema
A Venzone e dintorni sono state girate molte scene dei film Addio alle armi di John Huston e Charles Vidor (1957) e La grande guerra di Mario Monicelli (1959).
Nel 2018, la piazza dove sorge il municipio, e dintorni, è stata parte del set della trasferta friulana della serie tv Il commissario Montalbano.

## Amministrazione

### Sindaci dal 1995
| Periodo        | Periodo        | Primo cittadino   | Partito      | Carica  | Note |
| -------------- | -------------- | ----------------- | ------------ | ------- | ---- |
| 23 aprile 1995 | 13 giugno 1999 | Sergio Cescutti   | Centro       | Sindaco |      |
| 13 giugno 1999 | 13 giugno 2004 | Amedeo Pascolo    | Lista civica | Sindaco |      |
| 13 giugno 2004 | 7 giugno 2009  | Amedeo Pascolo    | Lista civica | Sindaco |      |
| 7 giugno 2009  | 25 maggio 2014 | Amedeo Pascolo    | Lista civica | Sindaco |      |
| 25 maggio 2014 | 26 maggio 2019 | Fabio Di Bernardo | Lista civica | Sindaco |      |
| 26 maggio 2019 | 10 giugno 2024 | Amedeo Pascolo    | Lista civica | Sindaco |      |
| 10 giugno 2024 | in carica      | Mauro Valent      | Lista civica | Sindaco |      |

### Gemellaggi
- Piobesi Torinese, dal 1976

## Galleria d'immagini

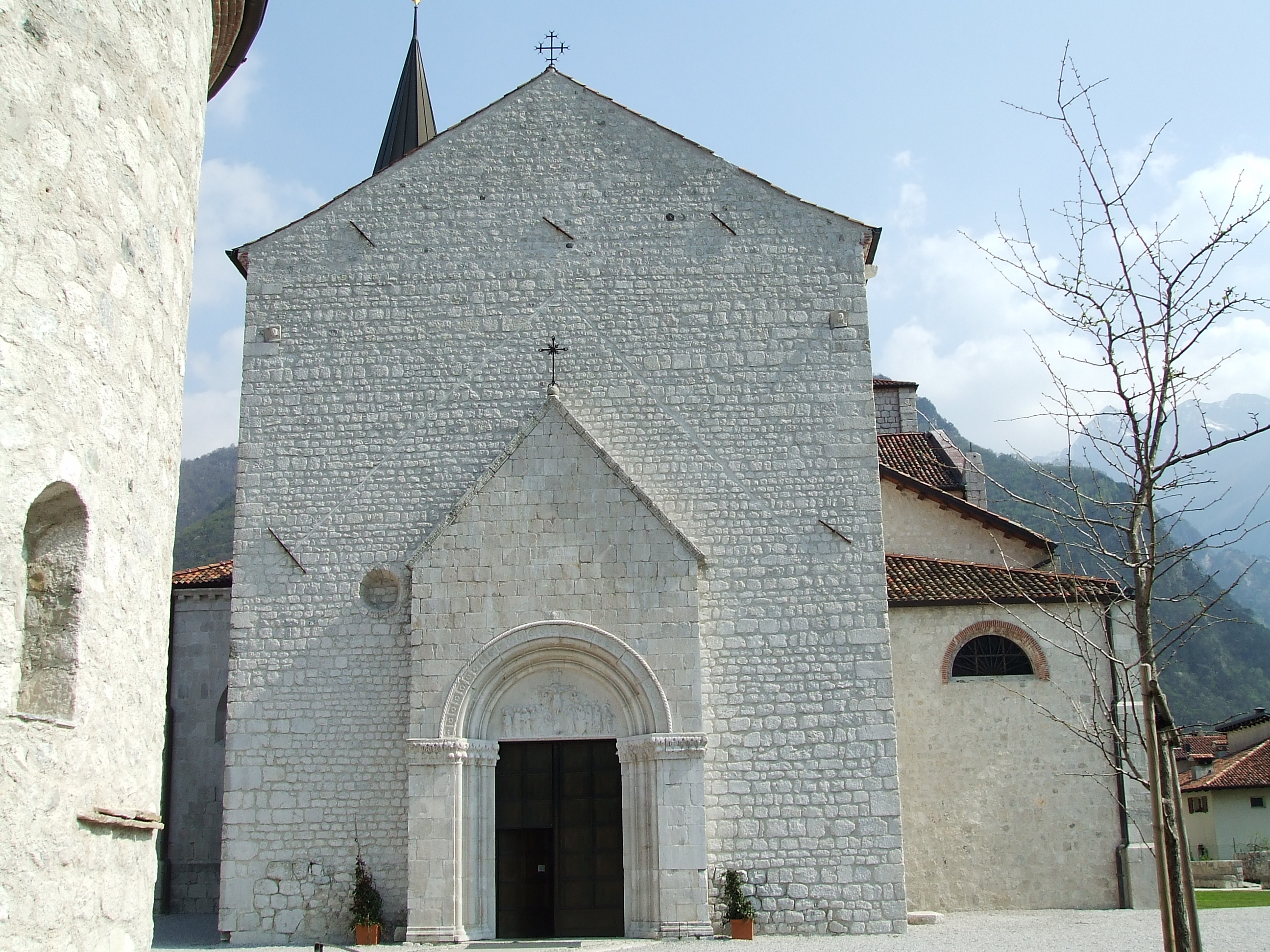
Facciata del Duomo
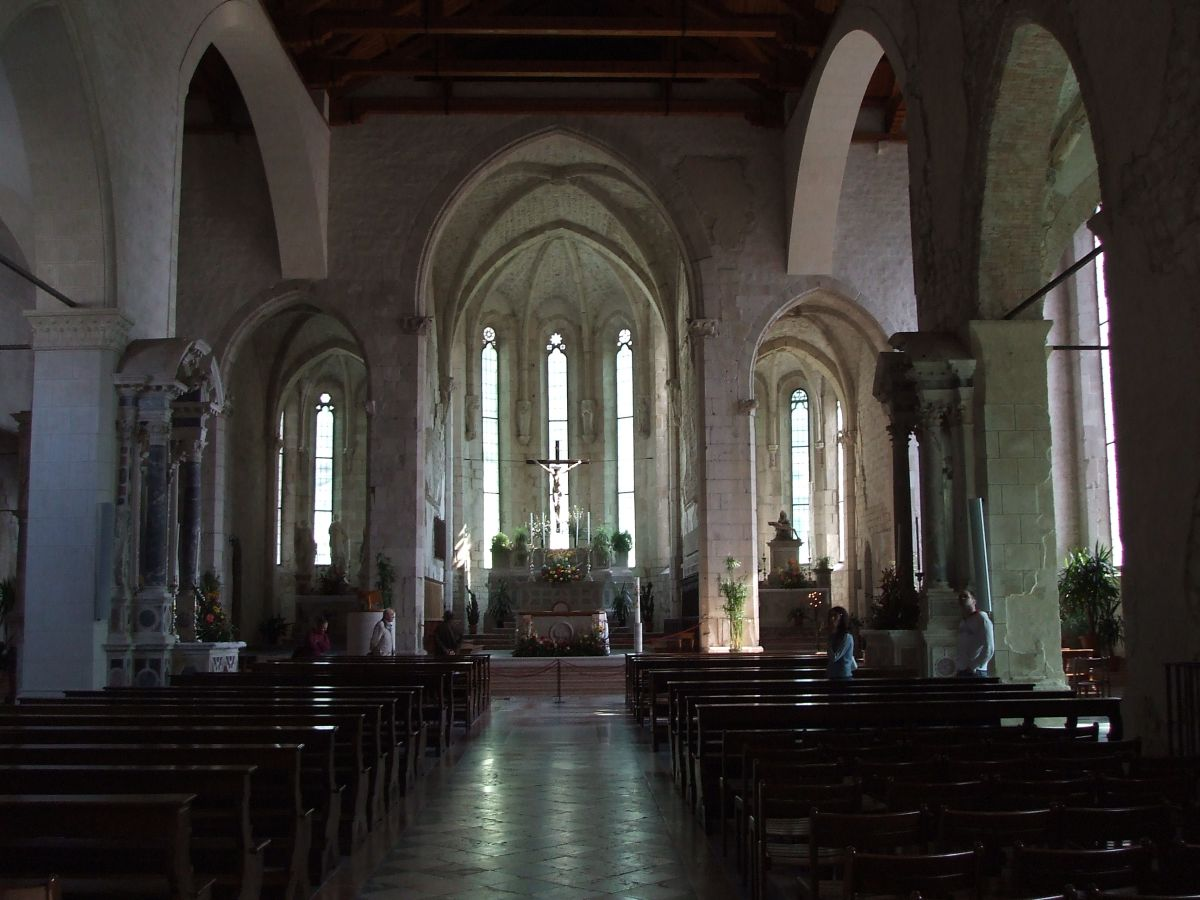
L'interno del Duomo
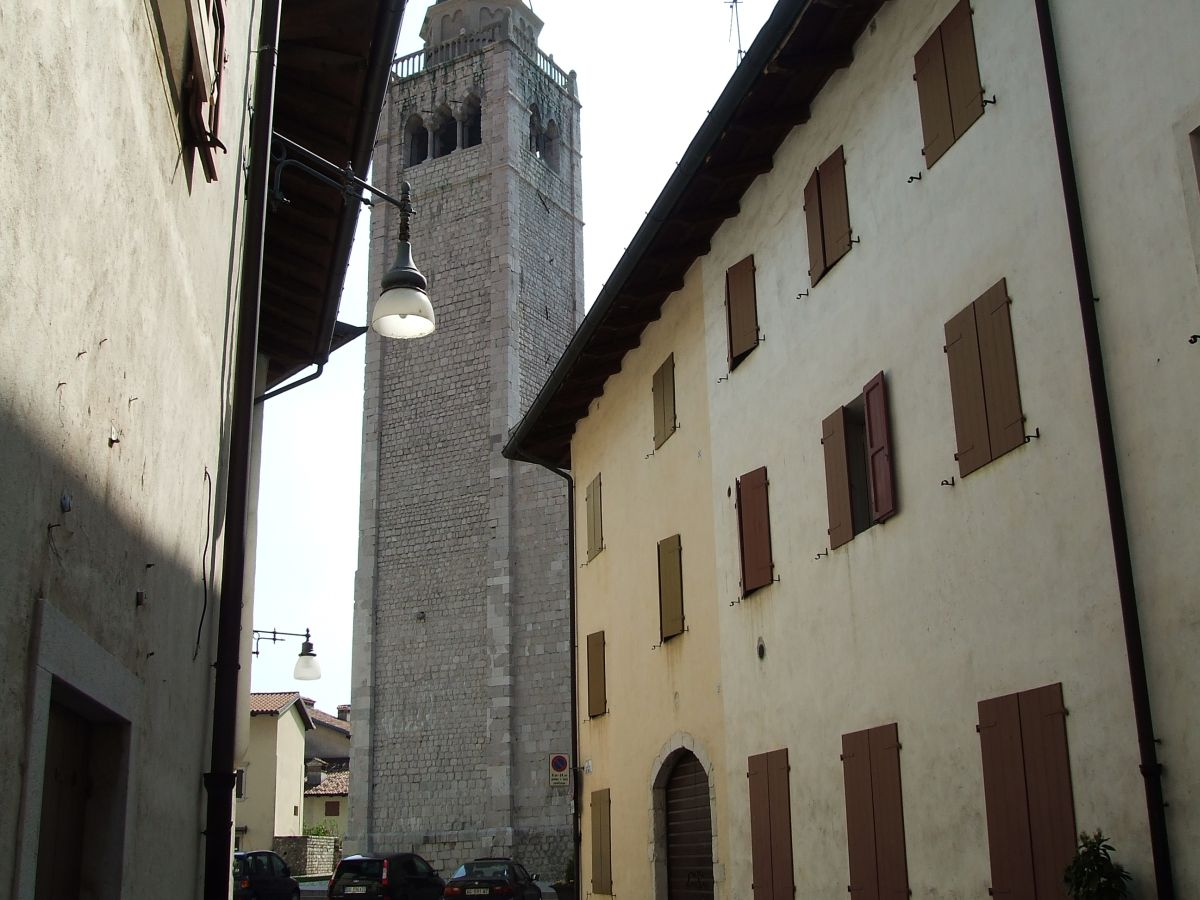
Il campanile
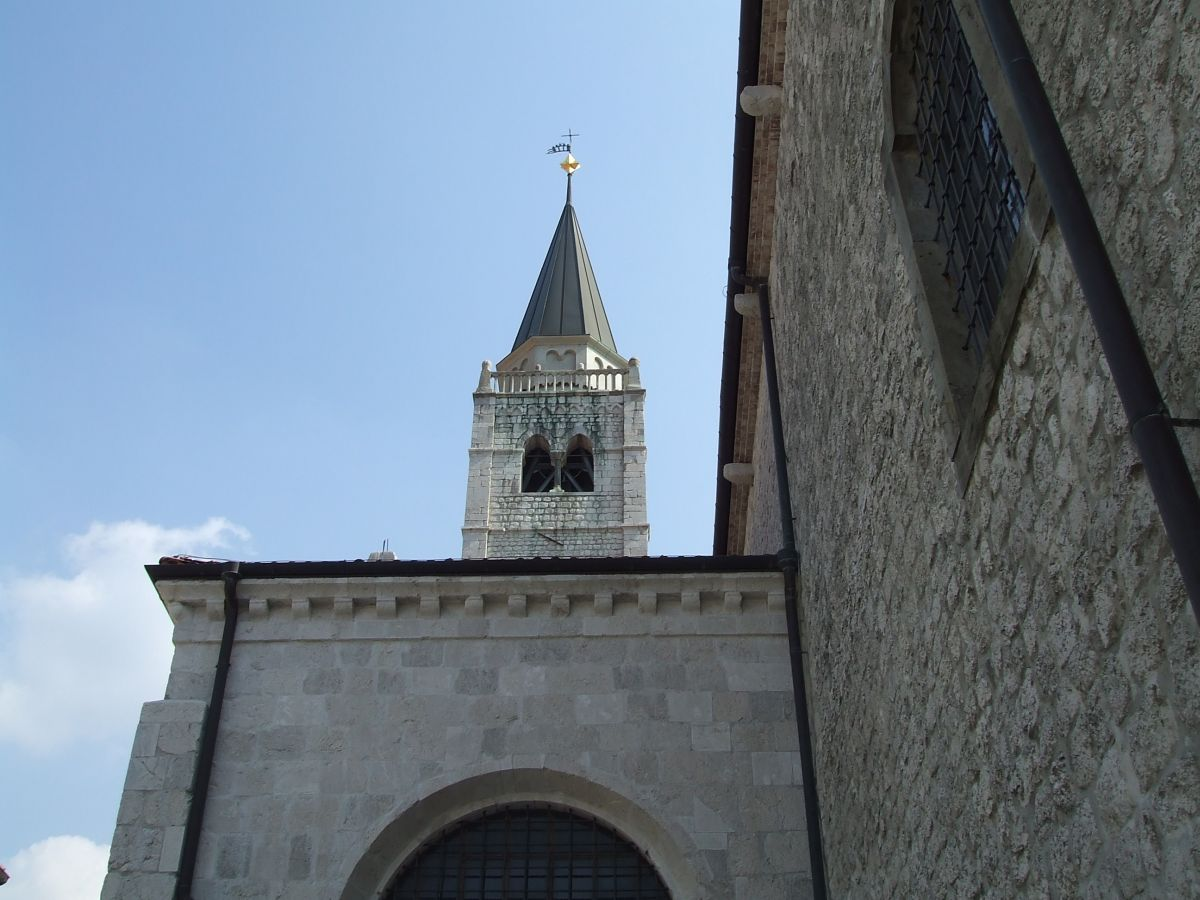
Particolare del campanile
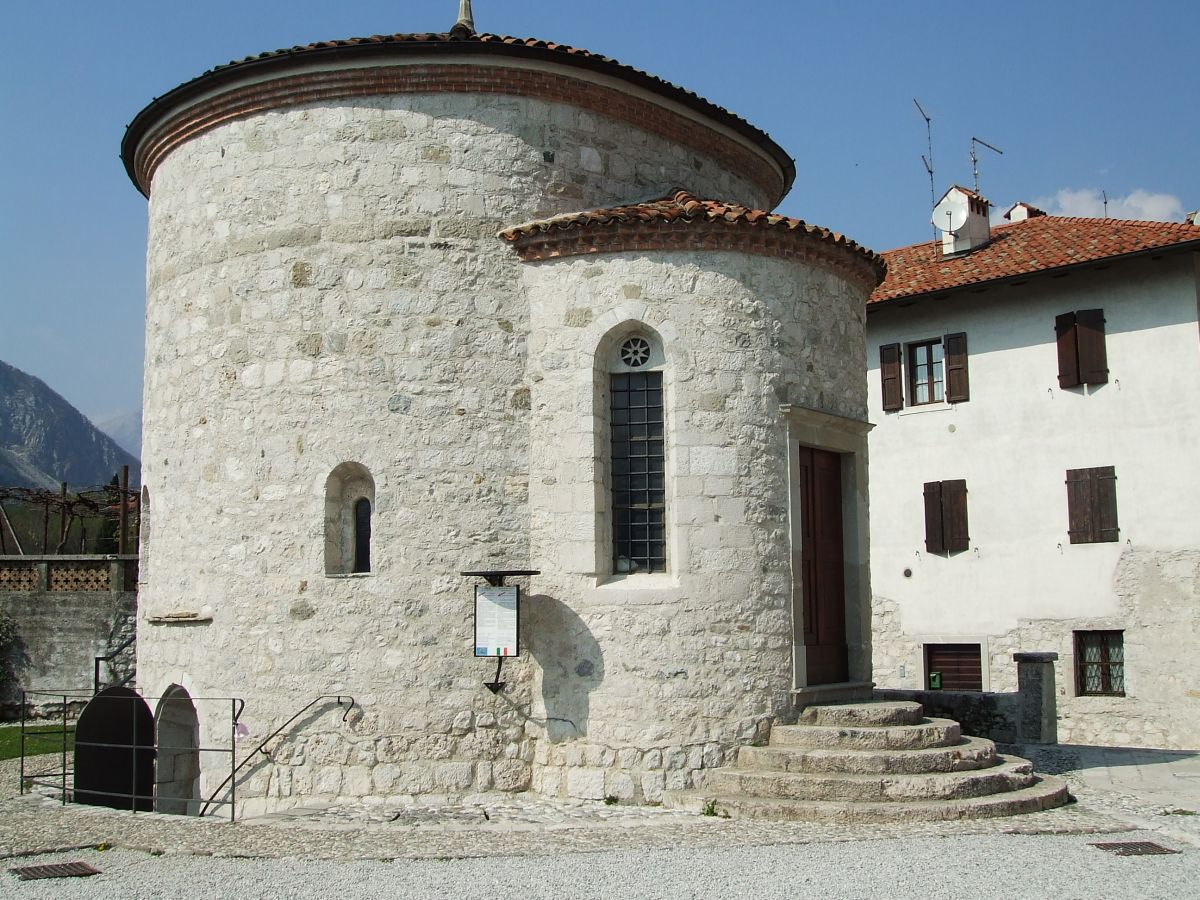
Il Battistero (ex cappella di San Michele) con la cripta delle mummie
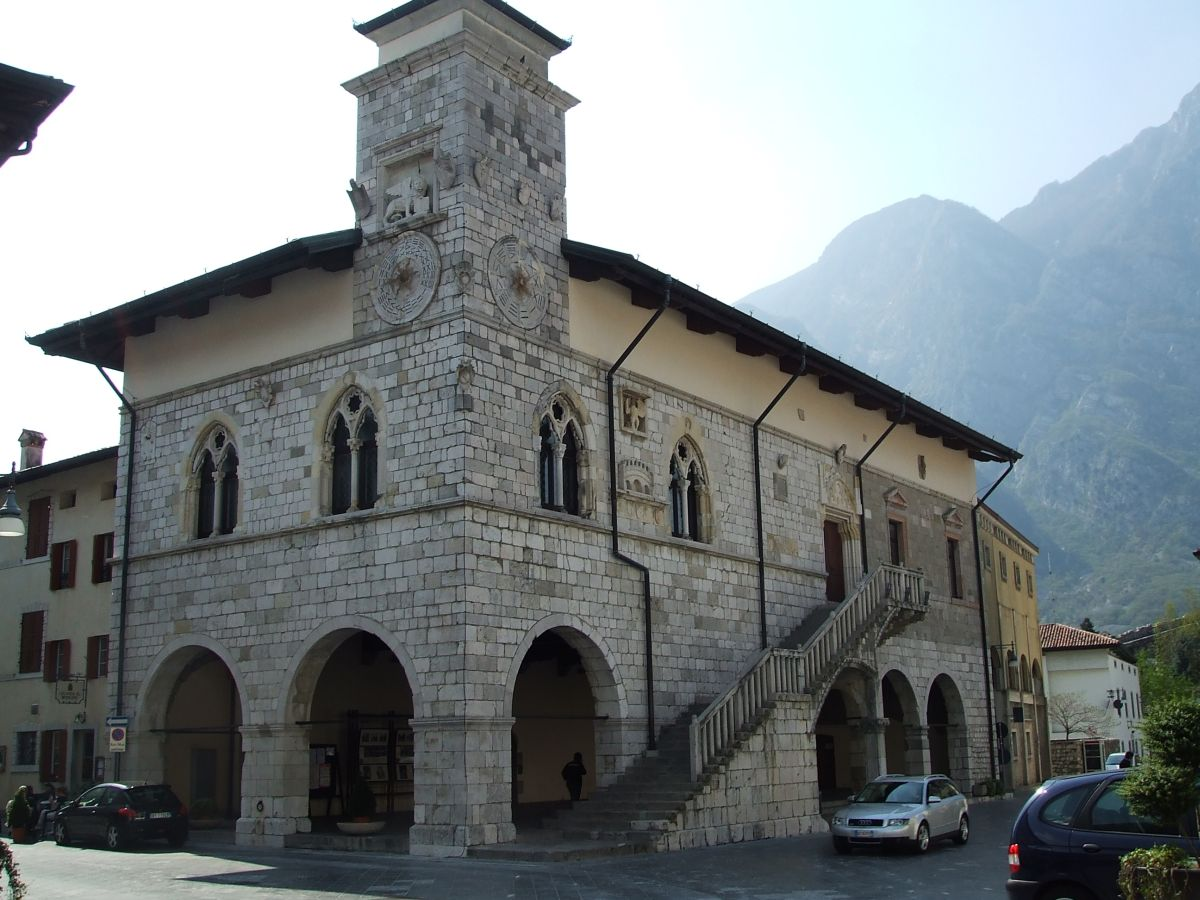
Il palazzo del Municipio
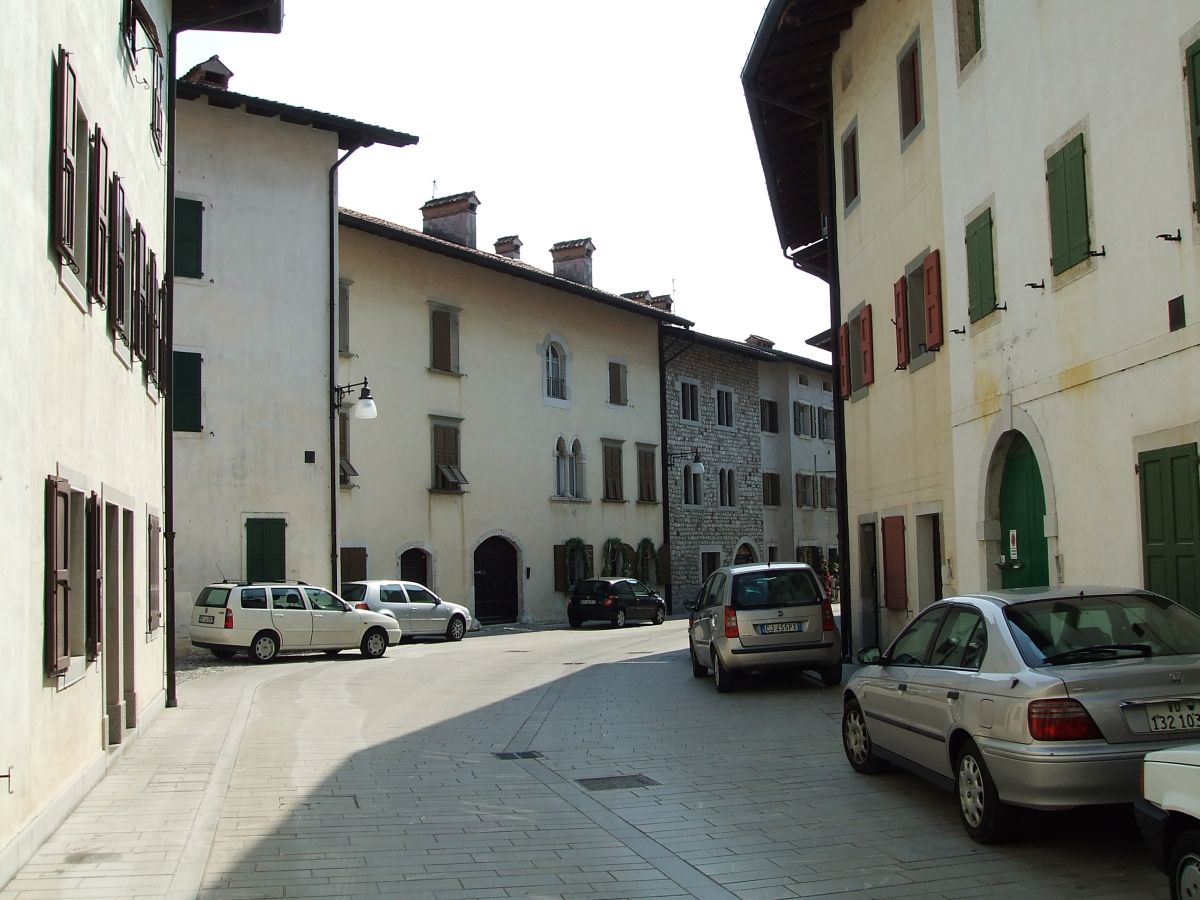
Scorcio del centro storico
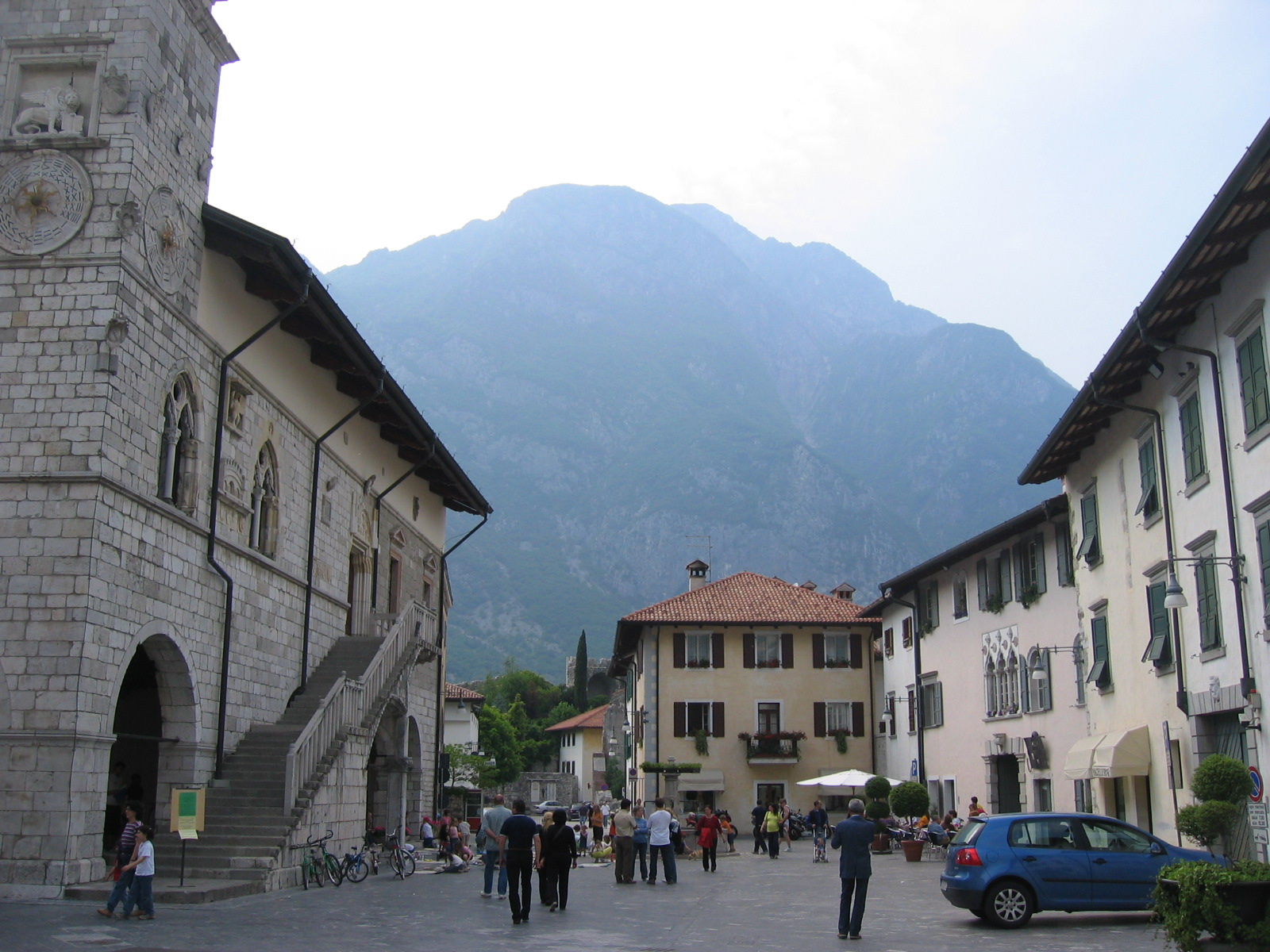
La piazza del municipio
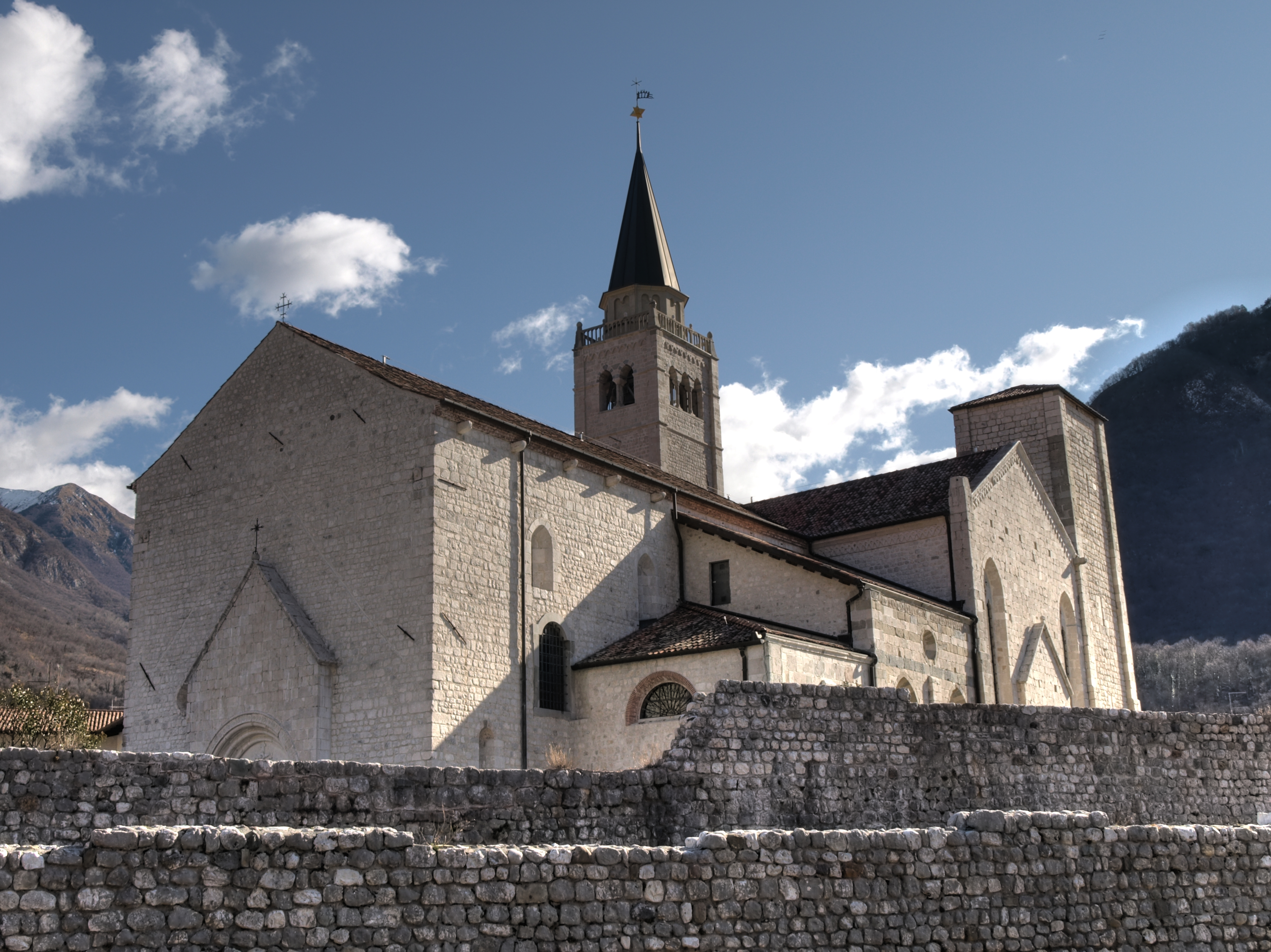
Duomo e mura medievali
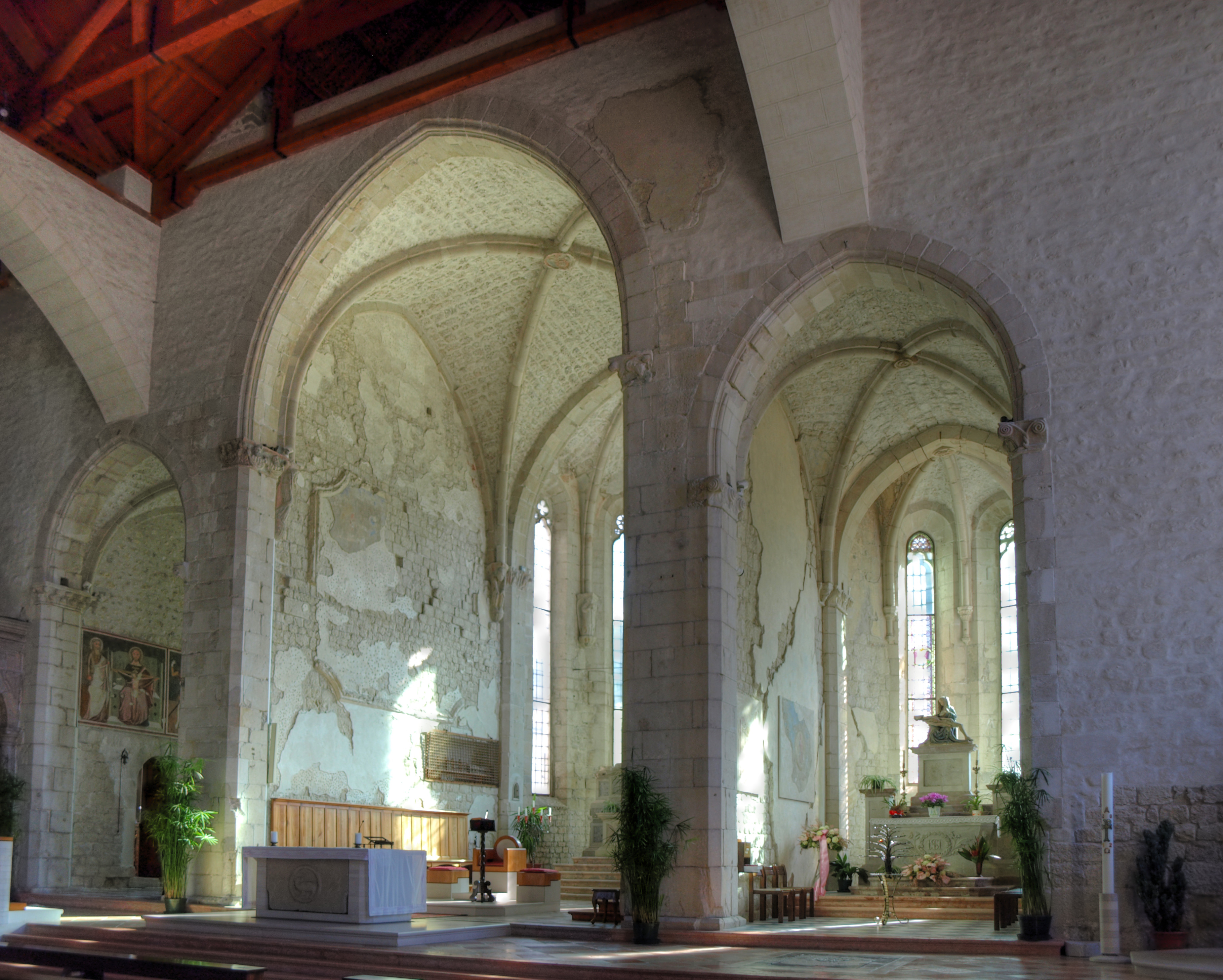
Duomo. Interno.
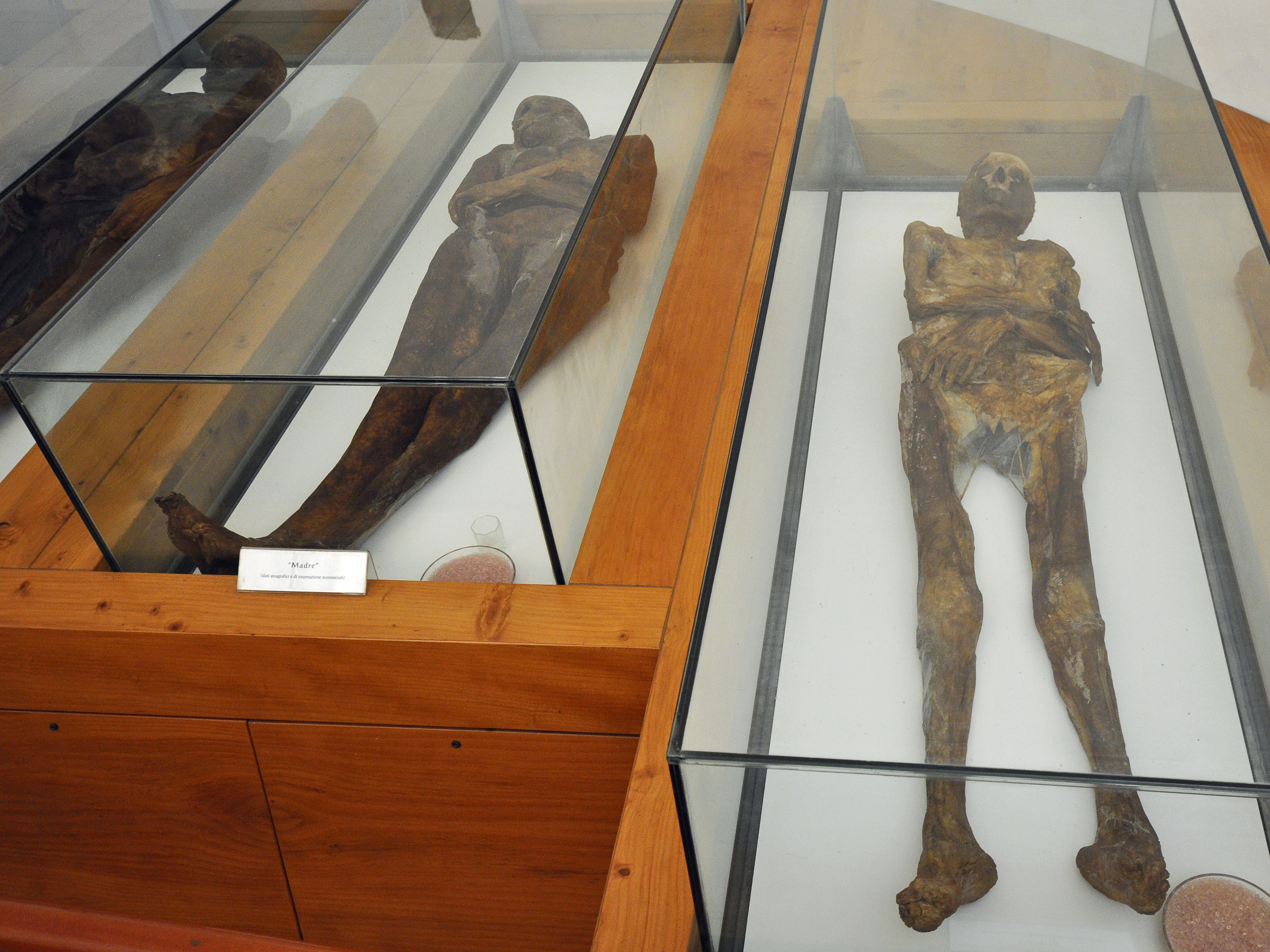
Mummie di Venzone.
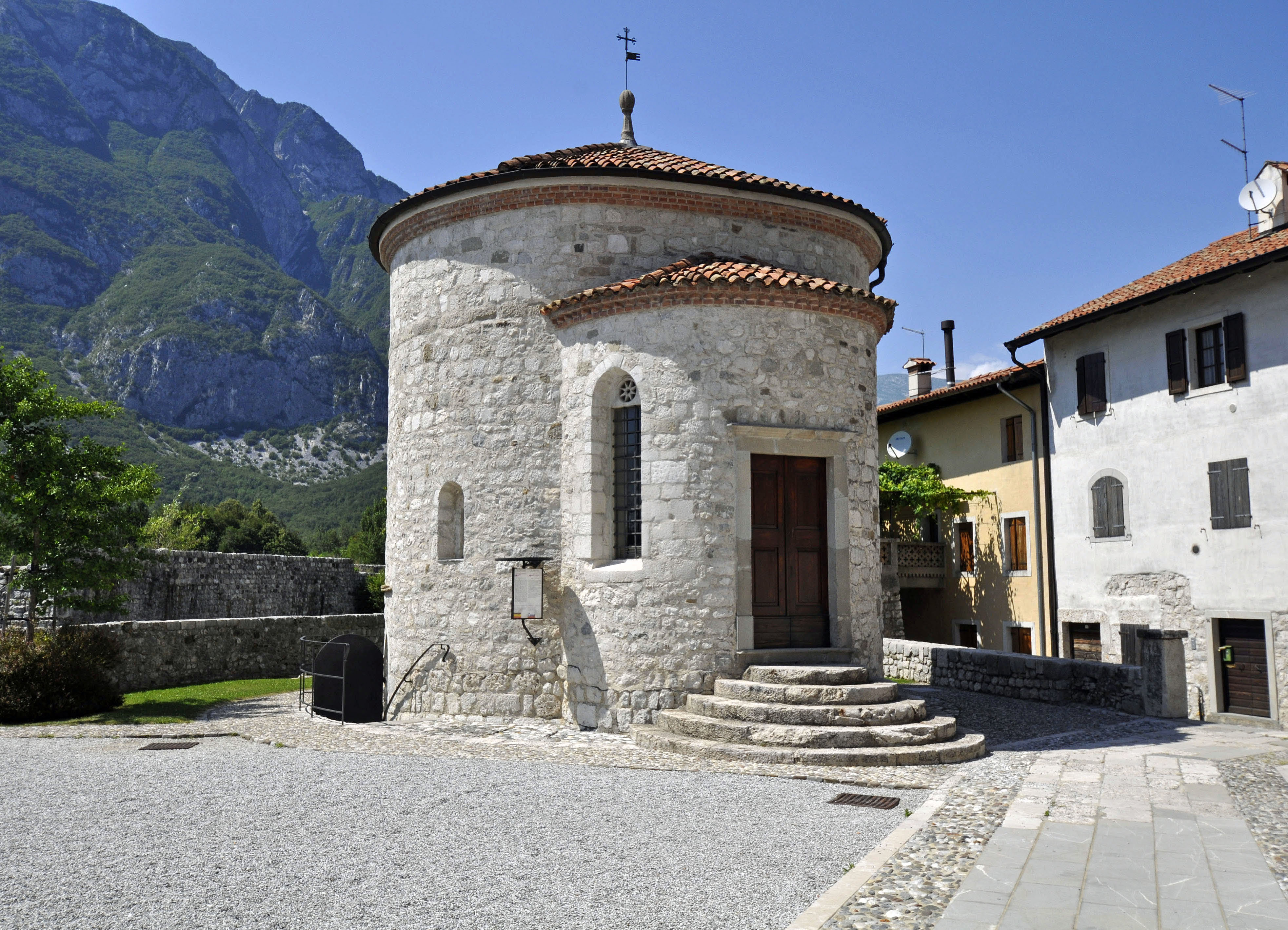
Il Battistero